# Phoenix New Times
Phoenix New Times är en gratis veckotidning i Phoenix, Arizona som gavs ut varje torsdag. Tidningen är den första skapade publikationen av New Times Media (numera Village Voice Media), men The Village Voice är nu företagets viktigaste publikation.